# Le Réel et son double
 (octobre 2024).
 (juillet 2025).
Le Réel et son double est un essai sur l'illusion écrit par le philosophe français Clément Rosset, paru en 1976 chez Gallimard.

## Résumé
La structure paradoxale du double (être à la fois lui-même et l'autre) prend sa source dans l'illusion, c'est-à-dire dans la scission d'un événement unique en deux évènements. Cette scission est rendue possible par la propension, chez l'être humain, de la mise à l'écart du réel lorsque celui-ci se montre déplaisant. L'être humain manifeste une tolérance toute relative à l'égard du réel, tolérance conditionnelle et provisoire qui peut être suspendue n'importe quand. Mais "s'il insiste et tient absolument à être perçu, il (le réel) pourra toujours aller se faire voir ailleurs". L'illusion constitue pour cet auteur une "perception inutile", car, si cette dernière peut s'avérer juste, elle ne s'accompagne pas alors d'un comportement adapté à elle : il y a dédoublement de l'événement.
Le thème du double est présent dans un espace culturel beaucoup plus grand que celui du romantisme ou de la psychologie du dédoublement de la personnalité.
On le retrouve ainsi dans l'illusion oraculaire de la tragédie grecque. Henri Bergson soulignait déjà le lien entre la structure oraculaire et le thème du double. Pour Clément Rosset, l'oracle, tel que celui prononcé dans l'Œdipe roi de Sophocle, ou celui de Sigismond dans La vie est un songe de Pedro Calderón de la Barca, ou encore celui du Vizir dans Ce soir à Samarcande de Jacques Deval, l'oracle donc n'est autre qu'une figure du destin dont la prédiction se réalise, mais d'une tout autre façon que celle attendue et imaginée. Celle qui est attendue ne se réalise pas mais prend figure de réalité. L'autre façon, celle qui est effective, réelle, apparait curieusement comme le double de la première, une usurpatrice : "l'autre c'est ce réel-ci, soit le double d'un autre réel qui serait lui le réel même, mais qui échappe toujours et dont on ne pourra jamais rien dire ni rien savoir". Pour C. Rosset, ce réel n'est pas accepté comme tel, parce qu'il a pris en quelque sorte la place de celui qui aurait dû advenir, plus attendu et plus plausible. Ce réel devient l'autre de rien, un mauvais réel, une copie, doublure trompeuse et perverse. Cette tromperie n'est en fait que le miroir de celui qui s'est fait piéger par l'attente d'un évènement qui n'a pas eu lieu là où il aurait dû. L'oracle a ceci de surprenant qu'il "gomme la possibilité de toute duplication" et force à penser l'unique, là où coexistaient deux aspects d'un même évènement, prenant chacun une existence autonome.
Pour Rosset la structure oraculaire de tout évènement entraine une duplication du réel. Et la métaphysique, de Platon à nos jours, y compris chez Hegel et Lacan, est une entreprise de mise à l'écart du réel par duplication de l'évènement, "faisant de ce dernier une image d'un autre évènement dont elle ne figure qu'une imitation plus ou moins réussie". Le Réel est doublé par le réel, il est l'envers du monde réel, son ombre, son double, et la métaphysique est une métaphysique de l'autre, notamment parce que la recherche du sens est fournie par l'autre. Avec la mise à l'écart du Réel, au plus doux cette inattention à la vie, au plus fort cette dénégation du présent, l'être humain se prive de l'immédiateté, c'est-à-dire de l'évènement premier, pour atteindre directement le monde du re-présentable. La représentation ne serait chez l'homme que la seule façon d'aborder l'insupportable éclat du présent, trop inquiétant, voire invisible et non perçu.
Le grand drame de l'unique serait ainsi le triomphe d'être le seul au monde mais aussi l'humiliation à n'être que celui-là, "c'est-à-dire presque rien, et bientôt plus rien du tout". Si dans la structure oraculaire du réel, qui est une structure métaphysique du double, le passé et le futur gomment le présent, privant l'être humain de ce présent, c'est-à-dire de réalité, il existe une structure non métaphysique de la duplication qui aboutit à enrichir le présent de toutes les potentialités, tant futures que passées. C'est le thème stoïcien et nietzschéen de l'éternel retour, auquel se rattache également la poésie de Gérard de Nerval (les chimères) qui aboutit "non pas à une échappée de l'ici vers l'ailleurs, mais au contraire à une convergence quasi magique de tout ailleurs vers l'ici", dans un don de l'instant et une offrande absolue de toute durée.
Le thème du double dans la littérature, la musique ou la peinture peut prendre plusieurs formes : celle du dédoublement sous sa forme la plus simple (Petrouchka d'Igor Stravinsky), celle de la hantise par le double qu'on a été (L'Amour sorcier de Manuel de Falla), et celle qui présente l'ombre comme la matérialité et l'unicité d'un ici et d'un maintenant (La Femme sans ombre de Richard Strauss). À la différence d'Otto Rank, pour qui le dédoublement de la personnalité est lié à une crainte de la mort, C. Rosset le situe plutôt dans l'angoisse du sujet devant sa non-réalité et sa non-existence. Ce manque à être serait conjuré par le double, qui se place ainsi du côté du réel, alors que le sujet se place lui-même du côté de l'ombre, sujet dont l'existence apparaît comme douteuse. L'angoisse de n'être pas soi-même, voire de n'être rien constitue le naufrage vertigineux du réel. L'obsession du double dans la littérature romantique est l'angoisse de savoir qu'on est incapable d'établir son existence par soi-même. Sa mise en œuvre n'est qu'une échappatoire tragique au sort qui voue le sujet à lui-même. Mais cette fausse sécurité est un piège et constitue le lieu exact de la perdition du sujet : la perte du double a en effet une valeur maléfique. "Brûler le double, c'est en même temps brûler l'unique". L'erreur du narcissisme serait donc de choisir l'image plutôt que soi-même.
La reconnaissance de soi (le retour à soi) nécessite un exorcisme (un abandon) du double dont la matière coïncide avec le refus de la vie. L'élimination du double, pour celui qui a renoncé à se voir, signe "le retour en force du réel et se confond avec la joie d'un matin tout neuf". Il existe un lien entre l'indifférence à soi-même et la jouissance de la vie, tel qu'on le perçoit dans l'autoportrait de Johannes Vermeer (l'Atelier). La réconciliation de soi à soi à la fin de l'Amour sorcier de Manuel de Falla s'accompagne d'une plénitude.
La mort serait la fin de toute distance de soi à soi, de cette fantaisie d'être un autre, rejoignant le proverbe d'André Ruellan : "la mort est un rendez-vous avec soi : il faut être exact au moins une fois" (Manuel du Savoir-Mourir).

## Éditions
- Clément Rosset, Le Réel et son double : essai sur l’illusion, Paris, Éditions Gallimard, coll. « Folio Essais », 1993 (1re éd. 1976), 129 p. (ISBN 978-2-07-032751-5 et 2-07-032751-5).